# محمد شريف (أدميرال)
محمد شريف (بالأردية: محمد شريف؛ 1 يوليو 1920 – 27 أبريل 2020) كان أدميرالًا باكستانيًا بارزًا، شغل منصب ثاني رئيس للجنة رؤساء الأركان المشتركة، وكان أول أدميرال يتولى هذا المنصب. لعب دورًا محوريًا في الأحداث العسكرية والسياسية في باكستان، بما في ذلك حرب 1971 مع الهند، وفرض الأحكام العرفية عام 1977، والتدخل السري ضد الاتحاد السوفيتي في أفغانستان.

## النشأة والتعليم
وُلد محمد شريف في بهورتش، تحصيل خاريان، مقاطعة جوجرات، البنجاب، الهند البريطانية. التحق بالبحرية الملكية الهندية عام 1936 كبحار في فرع الاتصالات. خلال الحرب العالمية الثانية، خدم كإشاري وشارك في معارك الأطلسي، البحر الأبيض المتوسط، البحر الأحمر، وخليج البنغال. في عام 1945، التحق بكلية بريتانيا الملكية البحرية في دارتموث، إنجلترا، وتخرج منها عام 1946.

## الخدمة في البحرية الباكستانية
بعد تقسيم الهند عام 1947، انضم شريف إلى البحرية الباكستانية كضابط برتبة ملازم. خلال مسيرته، شغل مناصب عدة، منها نائب رئيس أركان البحرية لشؤون الأفراد (1962)، ونائب رئيس أركان البحرية للعمليات (1966). في عام 1969، رُقي إلى رتبة أميرال خلفي (Rear Admiral) وعُين قائدًا للقيادة البحرية الشرقية في باكستان الشرقية.

## حرب 1971 والأسر
خلال حرب 1971، قاد شريف العمليات البحرية في باكستان الشرقية. بعد استسلام القوات الباكستانية في 16 ديسمبر 1971، أُسر شريف ونُقل إلى الهند. في عام 1973، أُعيد إلى باكستان، حيث استأنف خدمته العسكرية.

## رئيس أركان البحرية ورئيس اللجنة المشتركة
في 23 مارس 1975، عُين شريف رئيسًا لأركان البحرية الباكستانية، وأصبح أول أدميرال في تاريخ البحرية الباكستانية يُرقى إلى رتبة أربع نجوم. في 22 يناير 1977، عُين رئيسًا للجنة رؤساء الأركان المشتركة، وهو المنصب الذي شغله حتى تقاعده في 13 أبريل 1980.

## الدور في السياسة والأمن القومي
دعم شريف فرض الأحكام العرفية عام 1977 بقيادة الجنرال ضياء الحق. كما لعب دورًا في صياغة السياسات الأمنية خلال الحرب السوفيتية الأفغانية، وكان من المؤيدين لتطوير الردع النووي الباكستاني.

## المذكرات
في عام 2010، نشر الأدميرال محمد شريف مذكراته تحت عنوان: "يوميات أدميرال" (بالإنجليزية: Admiral's Diary)، والتي تُعد شهادة نادرة من داخل الدوائر العليا للقيادة العسكرية والسياسية في باكستان. في هذا الكتاب، قدّم شريف رؤيته الشخصية وتحليلاته للأحداث المصيرية التي شهدتها البلاد، من ضمنها:
- الحرب الهندية الباكستانية عام 1971، وأسباب الهزيمة في الجبهة الشرقية؛
- ظروف الاستسلام في دكا، وتعامله مع القيادة السياسية والعسكرية؛
- تجربته كأسير حرب لدى الهند، والتفاوض بشأن إطلاق سراحه؛
- موقفه من فرض الأحكام العرفية في باكستان 1977 بقيادة ضياء الحق؛
- مداولات الأجهزة الأمنية والعسكرية حول التدخل السري ضد الاتحاد السوفيتي في أفغانستان؛
- نقاشات مبكرة حول تطوير البرنامج النووي الباكستاني.

اعتُبرت المذكرات مصدرًا مهمًا للباحثين في الشؤون العسكرية والسياسية لباكستان، لا سيما أنها كُتبت بأسلوب مباشر وغير منحاز، ووثّقت تفاصيل من اجتماعات مغلقة ومداولات استراتيجية لم تُكشف سابقًا.

## الحياة اللاحقة والوفاة
بعد تقاعده، شغل شريف منصب رئيس لجنة الخدمة العامة الفيدرالية حتى عام 1986، كما عمل مستشارًا عسكريًا للرئيس ضياء الحق حتى عام 1988. في عام 2010، توفي في 27 أبريل 2020 في إسلام آباد عن عمر يناهز 99 عامًا.